# Aspic

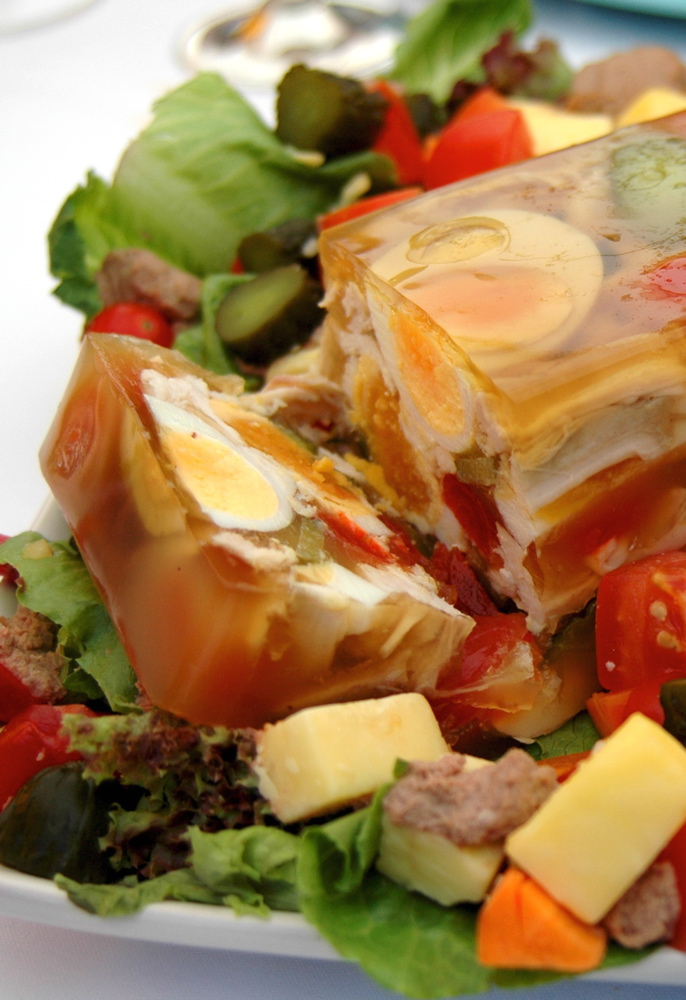
Aspic met kip en eieren

Aspic is een – doorgaans hartig – gerecht, meestal op basis van rund- en varkensvlees of vis, omhuld door of gepresenteerd in heldere gelei die met bouillon is bereid. Ook andere (hartige) ingrediënten kunnen worden toegevoegd of als basis (in plaats van vlees of vis) worden gebruikt, zoals kip en eieren.

## Presentatie en uitserveren
Door deze bereiding of presentatie zijn de gebruikte ingrediënten vanaf de buitenkant zichtbaar en lijken in de suspensie te zweven of te drijven. Aspic wordt meestal geserveerd op koude schotels, zodat de gelei niet smelt voordat deze gegeten wordt. Op de serveerschotels kan de aspic nog worden voorzien van verdere garnering. Aspic die is opgesteven in cake- of broodvorm wordt doorgaans uitgeserveerd door er plakken vanaf te snijden, of door er wiggen uit te snijden als de aspic in een ronde 'pudding'- of tulbandvorm bereid is en geserveerd wordt. Ook vormen van eenpersoonsporties zijn mogelijk, en worden als zodanig – al dan niet gegarneerd – in zijn geheel per persoon uitgeserveerd.
Doorgaans is aspic een bij- of tussengerecht, en het geschikte eetgerei voor de aspic is afhankelijk van de (grootte en structuur van de) ingrediënten. Diverse aspics zijn ook verkrijgbaar als kant-en-klare vers- of conservenwaar en worden behalve op traditionele manieren bij of over (hoofd)gerechten, ook wel als broodbeleg gebruikt.

## Varianten en variaties
Er bestaan talloze recepten en varianten van het gerecht, door evenzoveel combinaties van ingrediënten en/of andere bereidingswijzen van de gelei, zoals zure (in plaats van hartige) gelei of – door gebruik van vegetarische alternatieven voor de gelatine zoals agar-agar of carrageen en groentebouillons in plaats van vlees- of visbouillons – ook vegetarische (of pescotarische) varianten. Ook zijn er (zoete) varianten verkrijgbaar (of te bereiden) op basis van vruchten en ingrediënten als karamel of vanille(suiker), vruchtensappen of -siropen, die als dessert of 'gebak' kunnen worden genuttigd.